# Halichoeres melanurus
Halichoeres melanurus là một loài cá biển thuộc chi Halichoeres trong họ Cá bàng chài. Loài này được mô tả lần đầu tiên vào năm 1851.

## Từ nguyên
Từ định danh melanurus được ghép bởi hai âm tiết trong tiếng Hy Lạp cổ đại: melanós (μελανός; "đen") và ourá (οὐρά; "đuôi"), hàm ý đề cập đến vệt đen sát rìa sau của vây đuôi của cá đực.

## Phạm vi phân bố và môi trường sống
Từ vùng biển phía nam Nhật Bản (bao gồm quần đảo Ryukyu và quần đảo Ogasawara), H. melanurus được phân bố trải dài đến khu vực Đông Nam Á và Úc và (bao gồm rạn san hô Great Barrier và đảo Norfolk), phía đông đến Micronesia, quần đảo Samoa và Tonga.
Ở Việt Nam, H. melanurus được ghi nhận tại đảo Lý Sơn (Quảng Ngãi); cù lao Chàm (Quảng Nam); bờ biển Phú Yên; vịnh Nha Trang (Khánh Hòa); bờ biển Ninh Thuận; cù lao Câu (Bình Thuận); đảo Phú Quốc, quần đảo Nam Du và quần đảo An Thới (Kiên Giang); Côn Đảo; cũng như tại quần đảo Trường Sa.
H. melanurus sống trên các rạn san hô viền bờ và bờ đá ở độ sâu đến ít nhất là 25 m.

## Mô tả
H. melanurus có chiều dài cơ thể lớn nhất được ghi nhận là 12 cm. Cá cái và cá con có các đường sọc màu vàng cam và xanh lam xen kẽ. Có ba đốm đen nổi bật (đều biến mất khi trưởng thành): hai trên vây lưng (đốm lớn hơn ở giữa và đốm nhỏ ở phía trước) và một trên cuống đuôi. Cá đực ngoài những sọc kể trên như cá cái (sọc vàng cam sẫm màu đỏ cam hơn) còn có thêm các vệt sọc dọc màu xanh lục lam ở thân trên. Đầu xuất hiện thêm các vệt sọc cam (đặc biệt với một đường sọc uốn cong ở hai bên má). Gốc vây ngực có một vệt vàng bao quanh, theo sau bởi một vệt đen. Vây đuôi màu xanh lam và có thêm các dải màu đỏ cam và một vệt đen ngay rìa sau.
Số gai ở vây lưng: 9; Số tia vây ở vây lưng: 11–12; Số gai ở vây hậu môn: 3; Số tia vây ở vây hậu môn: 11–12; Số tia vây ở vây ngực: 14; Số gai ở vây bụng: 1; Số tia vây ở vây bụng: 5; Số vảy đường bên: 27.
J. hoevenii là một danh pháp được chính tác giả Bleeker mô tả dựa trên kiểu hình cá cái của H. melanurus.

## Sinh thái học
Thức ăn của H. melanurus bao gồm các loài thủy sinh không xương sống như giun nhiều tơ, các loài giáp xác và trùng lỗ. Chúng sống đơn độc hoặc có thể hợp thành một nhóm nhỏ.

## Thương mại
H. melanurus được đánh bắt trong các hoạt động buôn bán cá cảnh.